# St-Germain-d’Auxerre (Coignières)

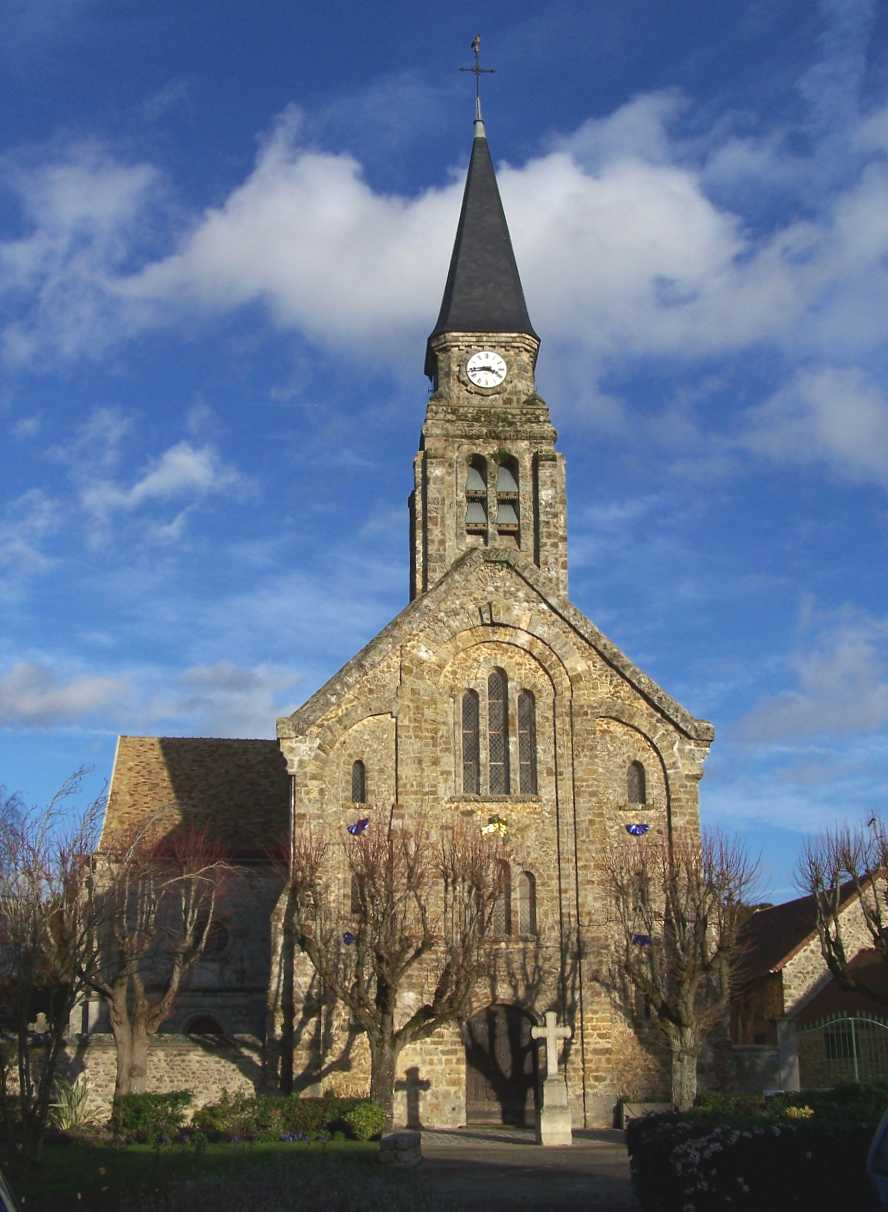
Pfarrkirche Saint-Germain-d’Auxerre

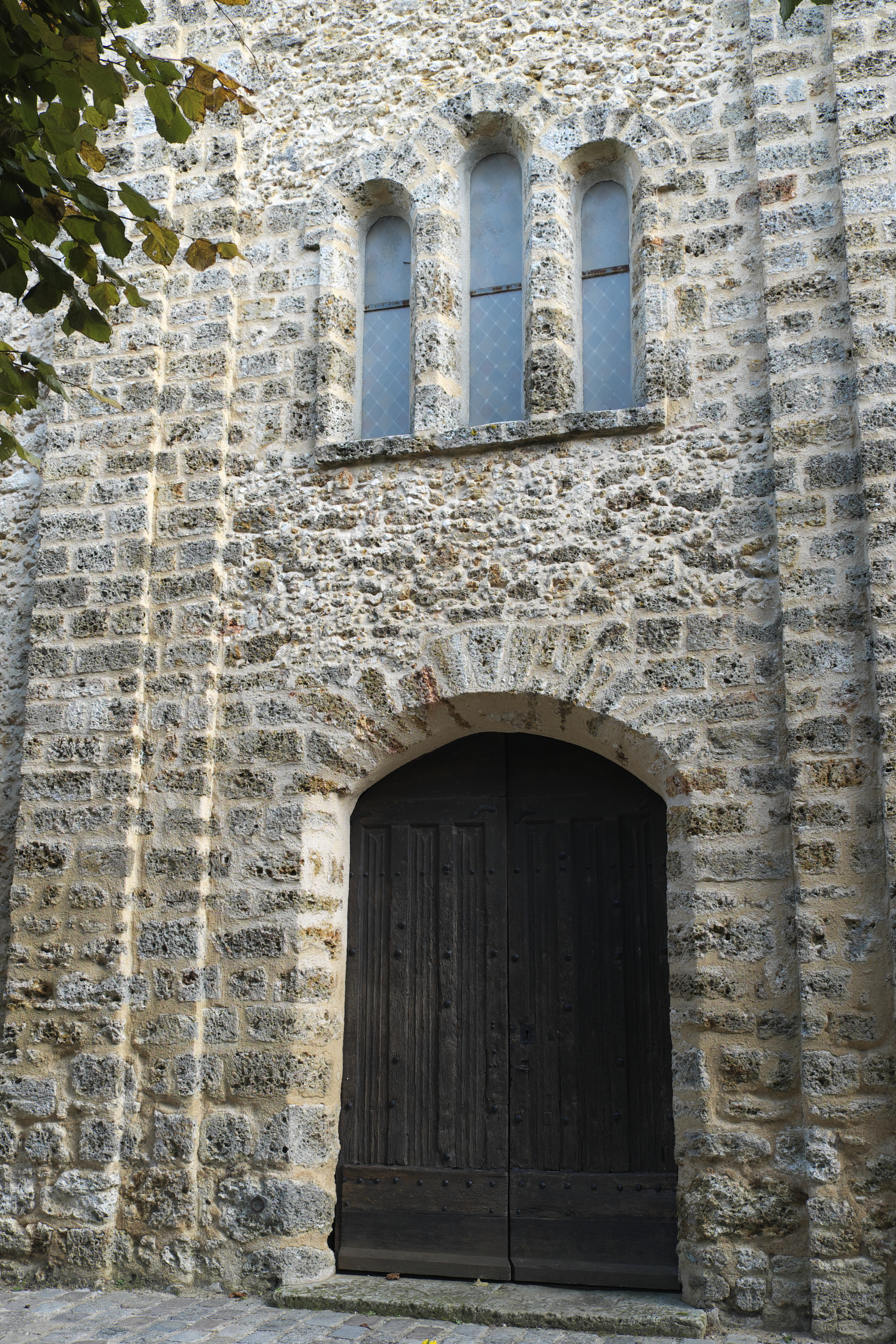
Portal an der Westfassade

Die katholische Pfarrkirche St-Germain-d’Auxerre in Coignières, einer Gemeinde im Département Yvelines in der französischen Region Île-de-France, geht auf einen romanischen Kirchenbau aus dem 12. Jahrhundert zurück. Die Kirche ist dem heiligen Germanus von Auxerre geweiht, der im 5. Jahrhundert als Bischof von Auxerre wirkte. Bis zur Französischen Revolution gehörte die Kirche zum Bistum Chartres und seitdem zum Bistum Versailles. In der Kirche ist ein Bleiglasfenster aus dem 16. Jahrhundert erhalten, das im Jahr 1908 als Monument historique in die Liste der denkmalgeschützten Objekte (Base Palissy) in Frankreich aufgenommen wurde.

## Architektur

### Außenbau
Die Kirche ist aus Mühlsandstein errichtet. Über der Westfassade wurde 1868 der mit einem Pyramidendach gedeckte Glockenturm aufgebaut, der auf allen vier Seiten von rundbogigen, gekuppelten Klangarkaden durchbrochen wird. Die Fassade ist vertikal und horizontal in drei Ebenen gegliedert. Die vertikale Gliederung bewirken drei große, über die gesamte Fassade bis zum Dach reichende Blendfelder, die von flachen Strebepfeilern begrenzt und in der Mitte von einem Rundbogen, seitlich von Halbbögen gerahmt werden. In die Felder sind seitlich drei übereinander angeordnete Rundbogenfenster und in der Mitte auf den beiden oberen Ebenen zwei Drillingsfenster und im Erdgeschoss ein schmuckloses Portal eingeschnitten.

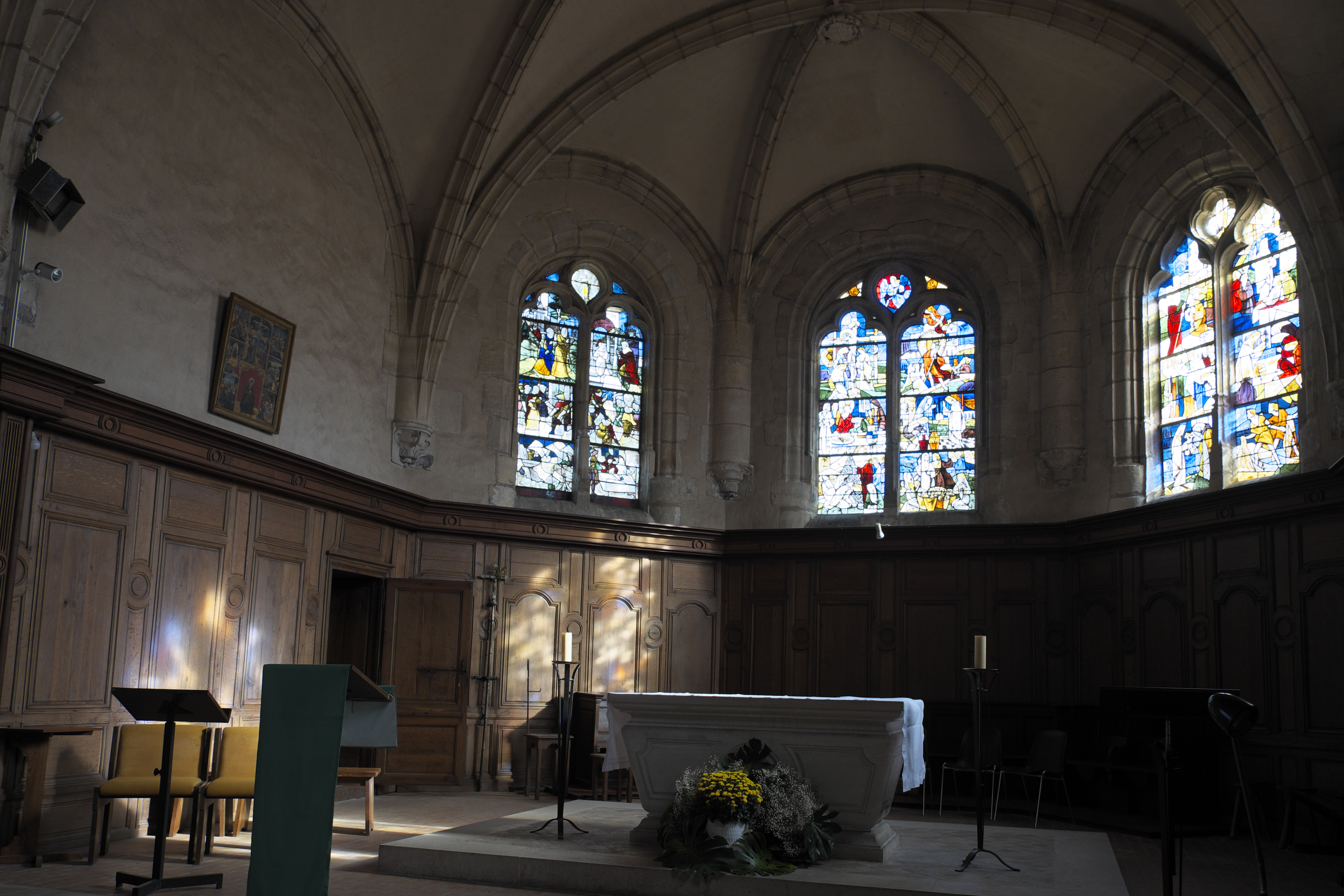
Chor

### Innenraum
Das Langhaus ist noch aus dem 13. Jahrhundert erhalten. Der Chor wurde im 16. Jahrhundert erneuert. In dieser Zeit wurde auch die Patronatskapelle errichtet, die mit einem Sterngewölbe mit Schlusssteinen gedeckt ist.

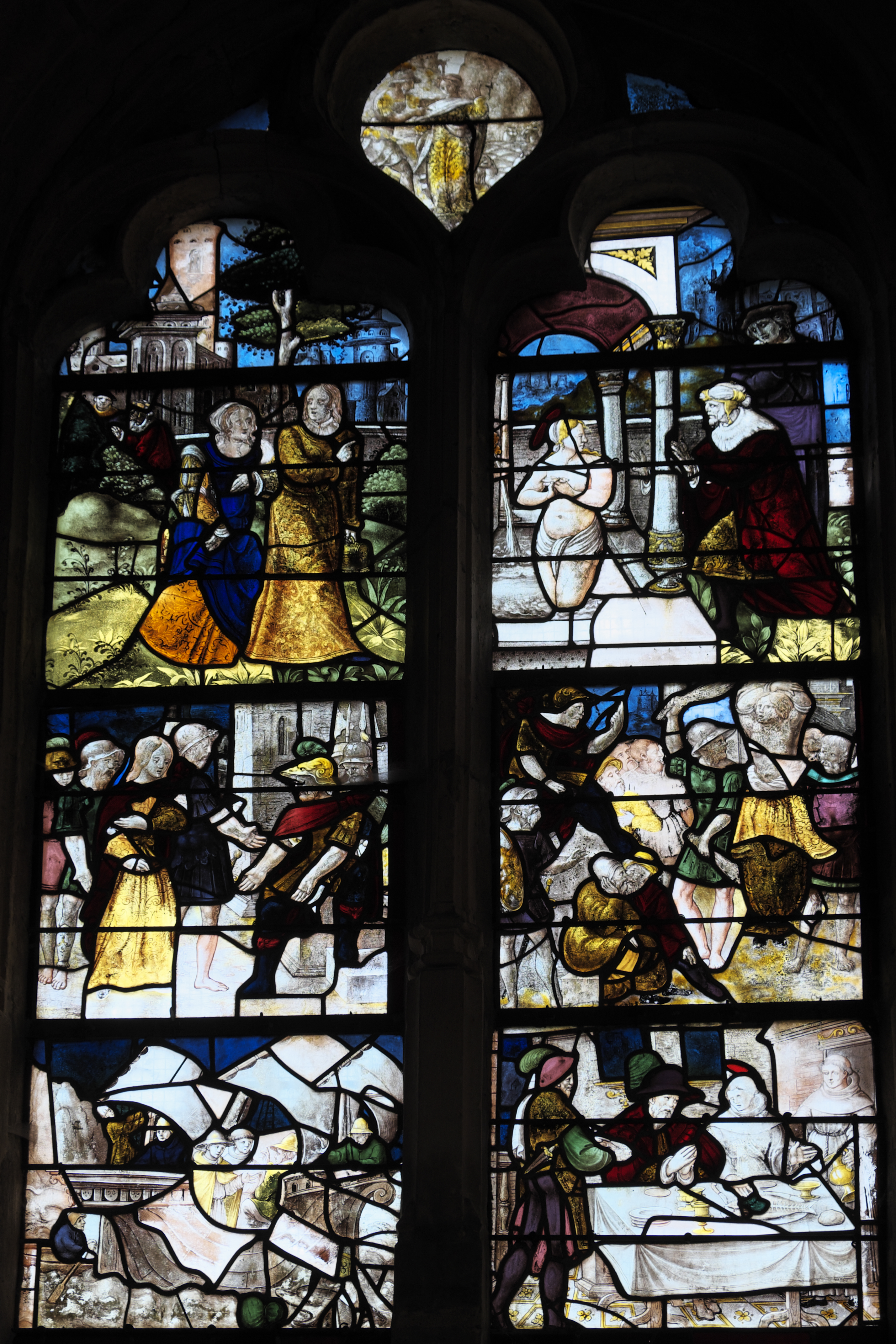
Renaissancefenster

## Bleiglasfenster aus dem 16. Jahrhundert
Im Chor ist ein Bleiglasfenster aus der ersten Hälfte des 16. Jahrhunderts erhalten. Auf dem Fenster sind Szenen der Geschichte Susannas im Bade dargestellt. Susanna, die des Ehebruchs bezichtigt und zum Tode verurteilt wird, wird durch den Propheten Daniel gerettet. Auf weiteren Scheiben sind Szenen einer Heiligenlegende zu sehen.

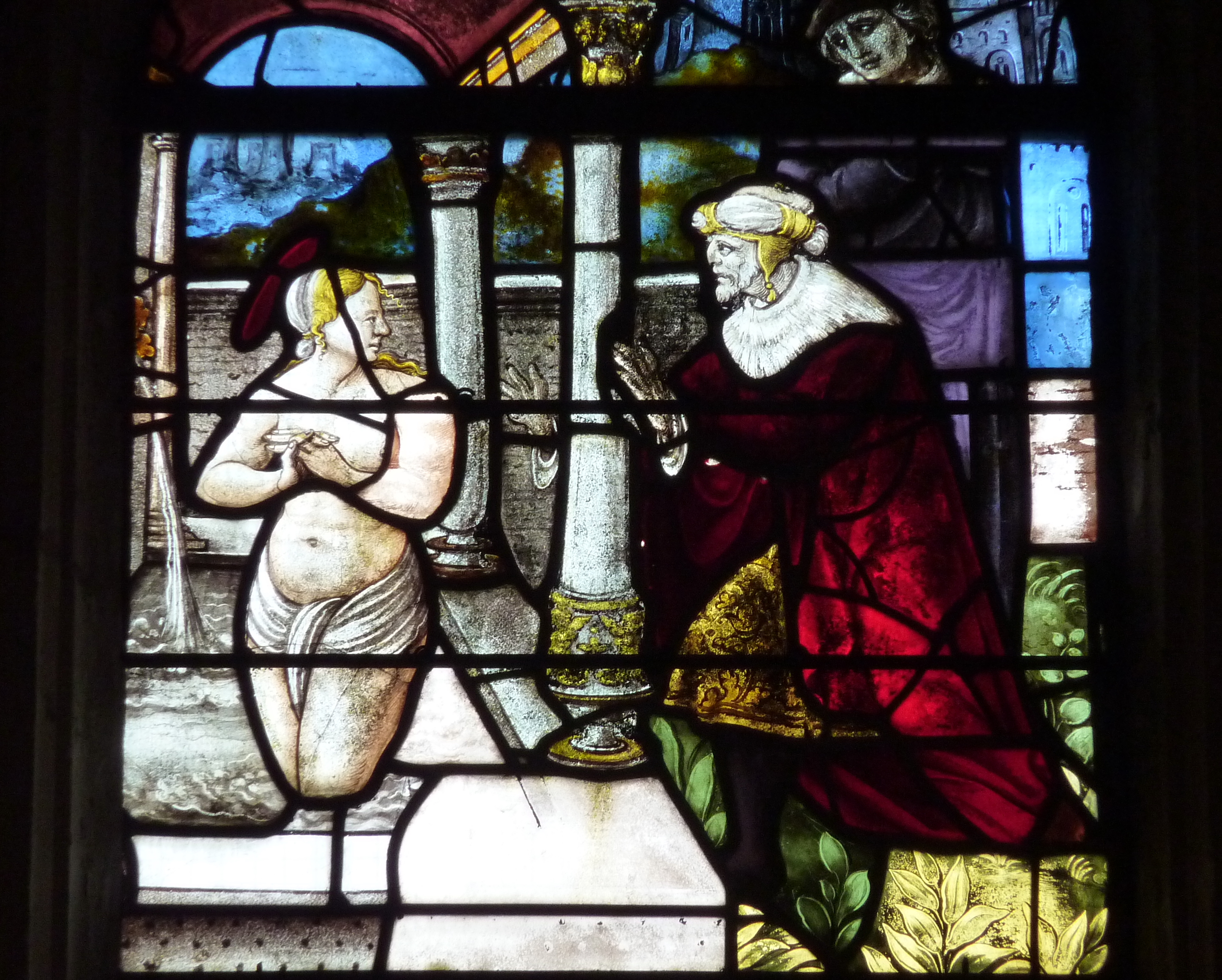
Susanna und die Greise
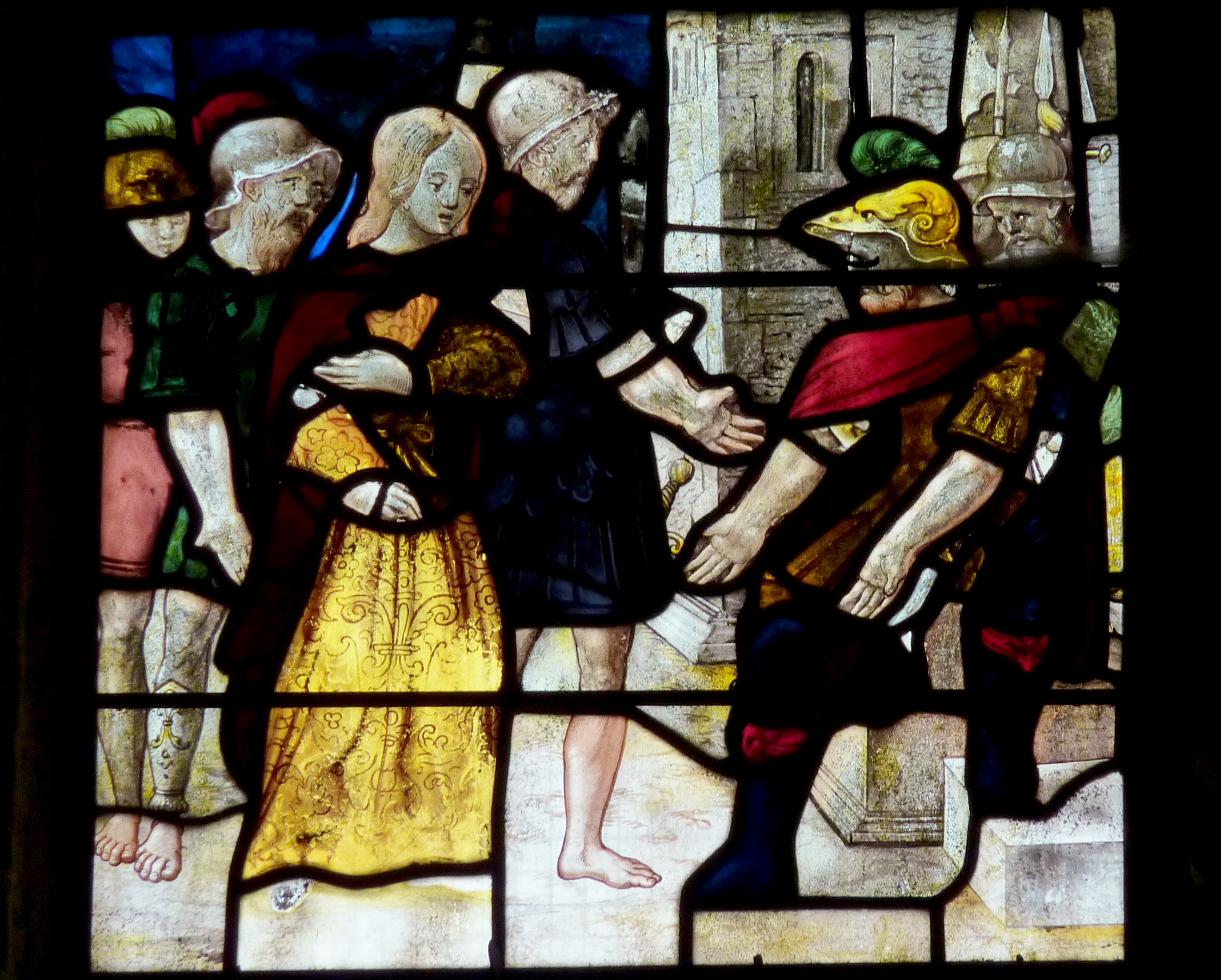
Verurteilung Susanna
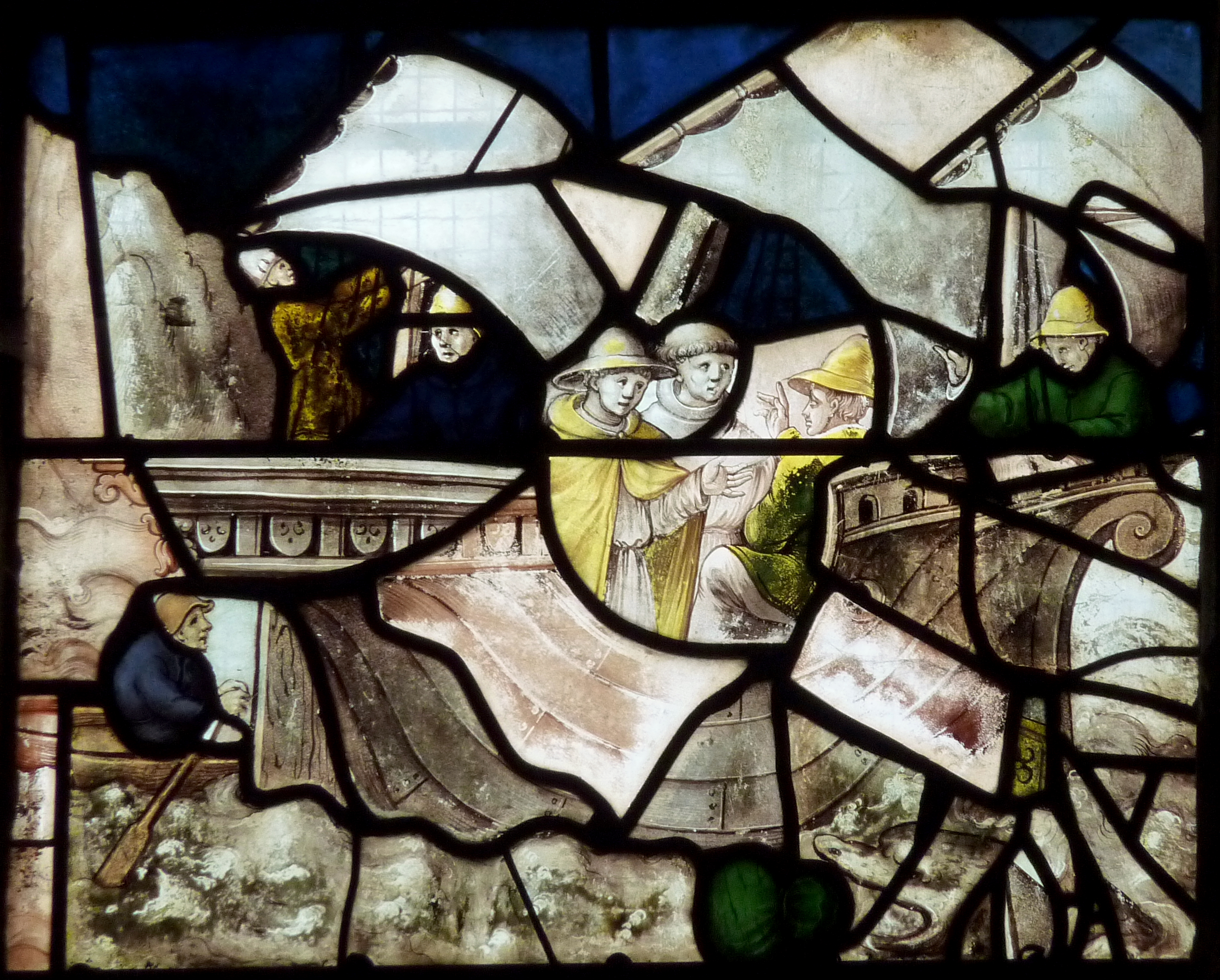
Fragment

## Ausstattung
Ein großer Teil der Ausstattung stammt aus dem Kloster Hautes-Bruyères in Saint-Rémy-l’Honoré, das während der Französischen Revolution aufgelöst wurde.
- Das auf Holz gemalte Ölbild der Sieben Schmerzen Mariens mit Szenen aus dem Leben Jesu und der Passion stammt aus dem letzten Viertel des 16. Jahrhunderts. Es wurde im Jahr 1905 als Monument historique in die Liste der Base Palissy aufgenommen.[2]
- Die Steinskulptur des heiligen Germanus von Auxerre wird ins 16. Jahrhundert datiert.

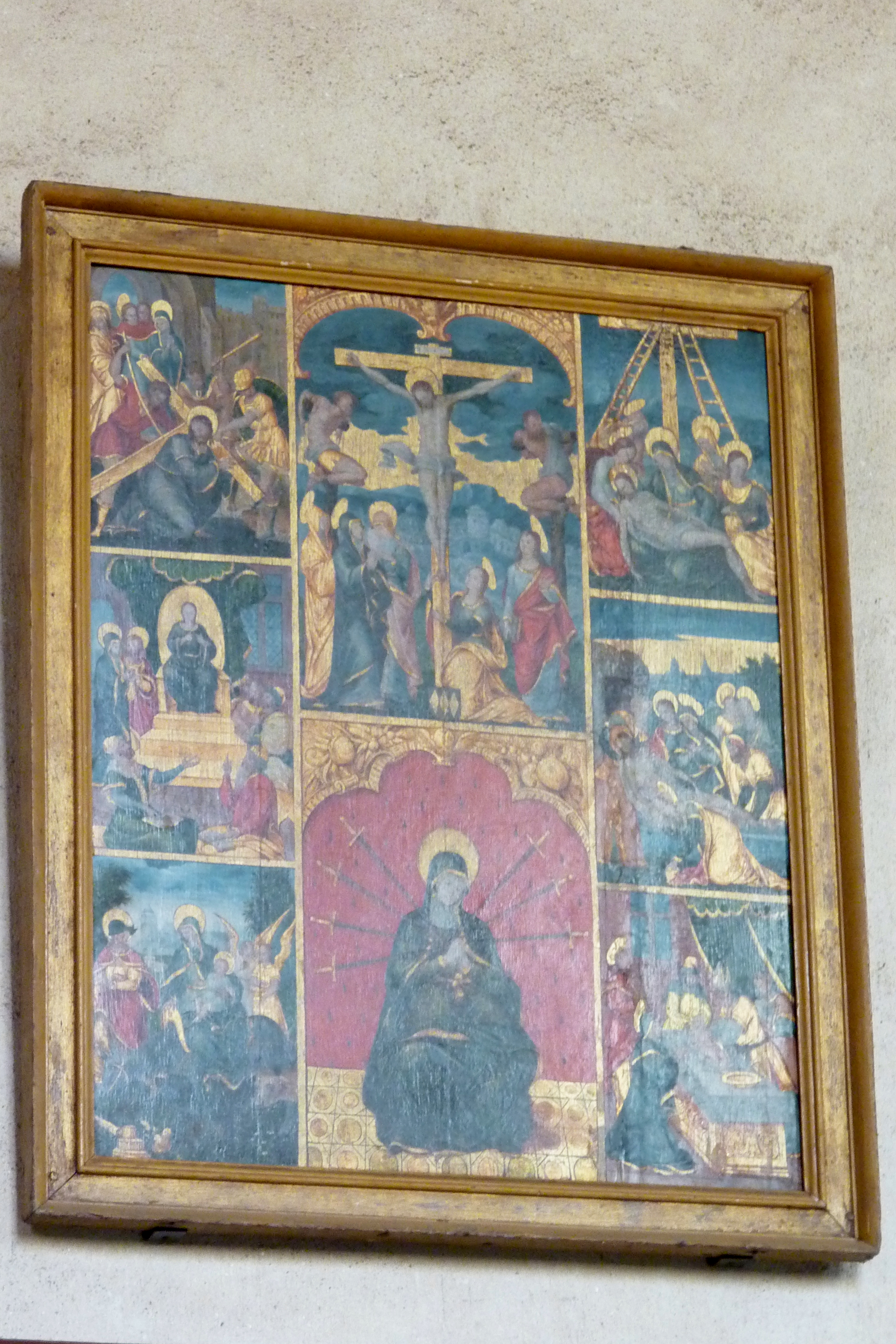
Sieben Schmerzen Mariens
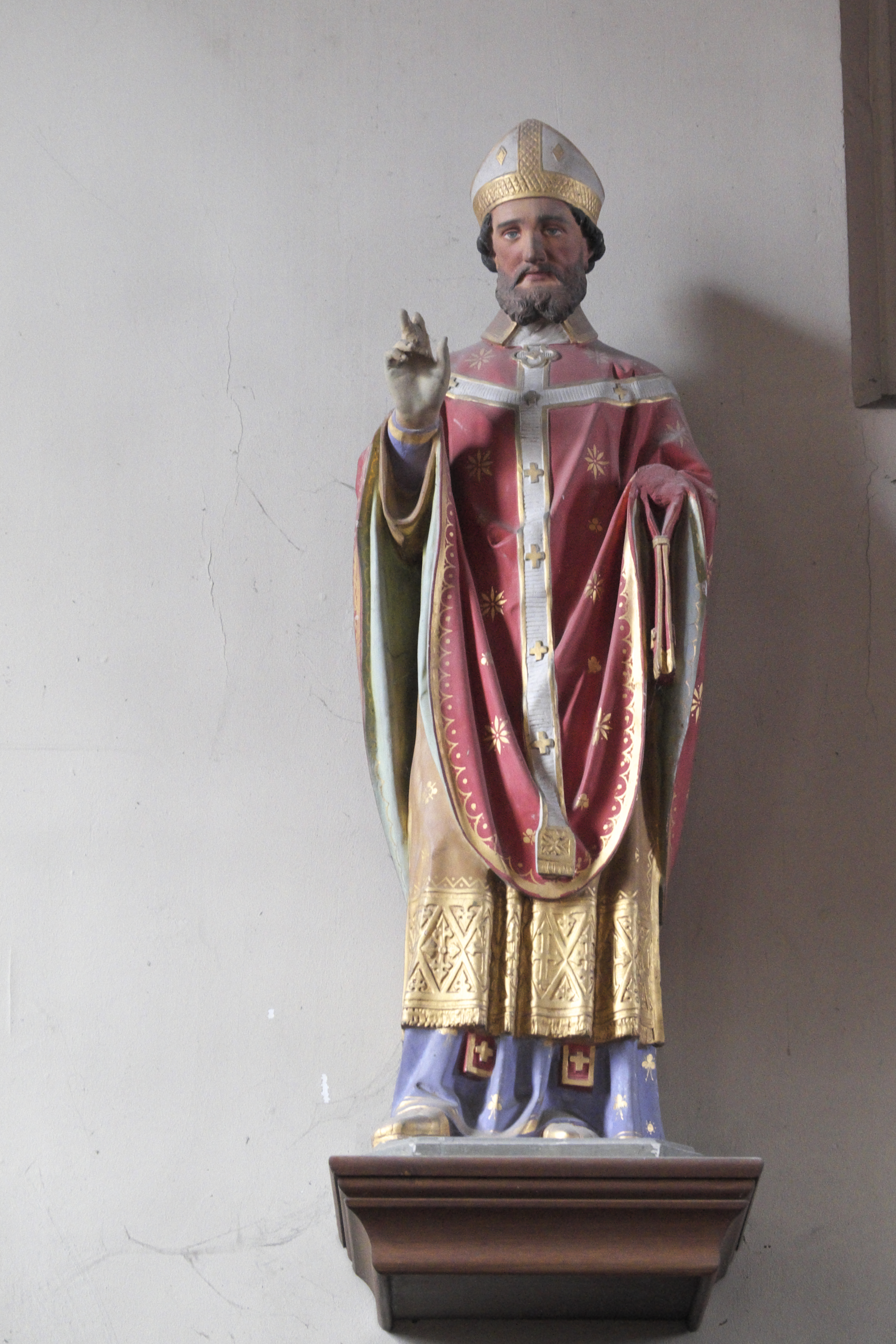
Germanus von Auxerre